# Christian Louis Ntsay

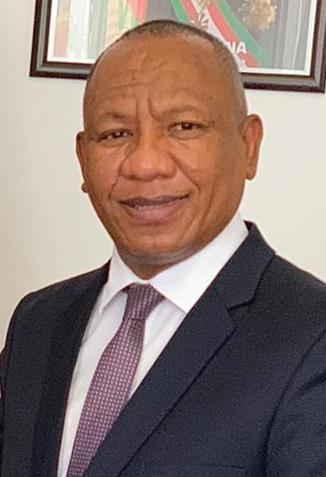
Christian Louis Ntsay, 2020

Christian Louis Ntsay (* 27. März 1961 in Antsiranana) ist ein madagassischer Politiker, der derzeit Premierminister von Madagaskar ist.

## Leben
Er wurde von Präsident Hery Rajaonarimampianina nach dem Rücktritt von Olivier Mahafaly Solonandrasana aufgrund der weit verbreiteten Proteste im ganzen Land ernannt. Ntsay trat sein Amt am 8. Juni 2018 an. Er gilt als Technokrat und hat für die Vereinten Nationen gearbeitet. Ntsay gilt als Unabhängiger und gehört keiner Partei an.